# Lüleburgaz
Lüleburgaz (w bułgarskim: Люлебургас, Lułeburgas, w greckim: Αρκαδιούπολη, Arcadioupolis) – miasto w Turcji w prowincji Kırklareli.
Według danych na rok 2000 miasto zamieszkiwało 79 002 osób.
Z miastem wiążą się różne wydarzenia historyczne m.in. średniowieczne bitwy zwane Bitwami pod Arkadiopolis.